# Стари надгробни споменици у Грабовици
Стари надгробни споменици у Грабовици (Општина Горњи Милановац) својим бројем, хронолошким распоном и великим типолошким богатством, представљају значајну споменичку целину.  Преко података са надгробних споменика, а у поређењу са матичним списковима, периодичним пописима и детаљним списком фамилија наведеним у књизи „Таково” Миленка С. Филиповића може се пратити генеза становништва овог места.

## Грабовица
Село Грабовица ослања се на источни обод Горњег Милановца и данас увелико чини његову периферију. Атар села простире се једним делом у сливу потока Глоговца, а другим у сливу речице Јабланице, чије развође чине брда Клик (721 m), Велики Врх (691 m), Мали Врх (623 m) и Парац (602 m). Рапај брдо је превој према грабовичком Великом Врху и чини део развођа Глоговца и Груже.
Село обилује водом и познато је по великом броју извора и чесама.
На потесу Парац вади се црвенкасти камен љутик, који готово свуда вири из земље. Иако је због грубе структуре неприкладан за финију обраду, у овом крају доста је коришћен за израду надгробних споменика.

### Становништво
Село које је добило име по великим шумама грабовог дрвета, настало је у средњем веку. О томе сведоче бројни топоними и случајни археолошки налази са више локалитета у селу, поготово са Рапај брда и у засеоку Арнаути. По предању, мештани Грабовице су у великом броју учествовали у Косовској бици. У страху од турске одмазде, масовно су се иселили. У турском попису из 1525. године насеље, које је имало 32 дома, помиње се под именом Рапах. Од 18. века на ове просторе почиње да се досељава становништво из Старог Влаха, Црне Горе и Херцеговине. У 19. и почетком 20. века Грабовица доживљава експанзију. Према пописима из 1910. године село је имало 878, а 1921. године 605 становника. У ратовима 1912-1918. године Грабовица је дала 123 ратника, од којих је 91 погинуо, а ратове преживело 32 борца.

### Сеоско гробље
У Грабовици постоји само једно гробље. Велико је, са знатним бројем добро очуваних старих споменика, од којих неки потичу из 18. века. Милинко С. Филиповић наводи да је на надгробнику калуђеру из фамилије Туловић била видљива 1739. година.